# Impressora de impacto

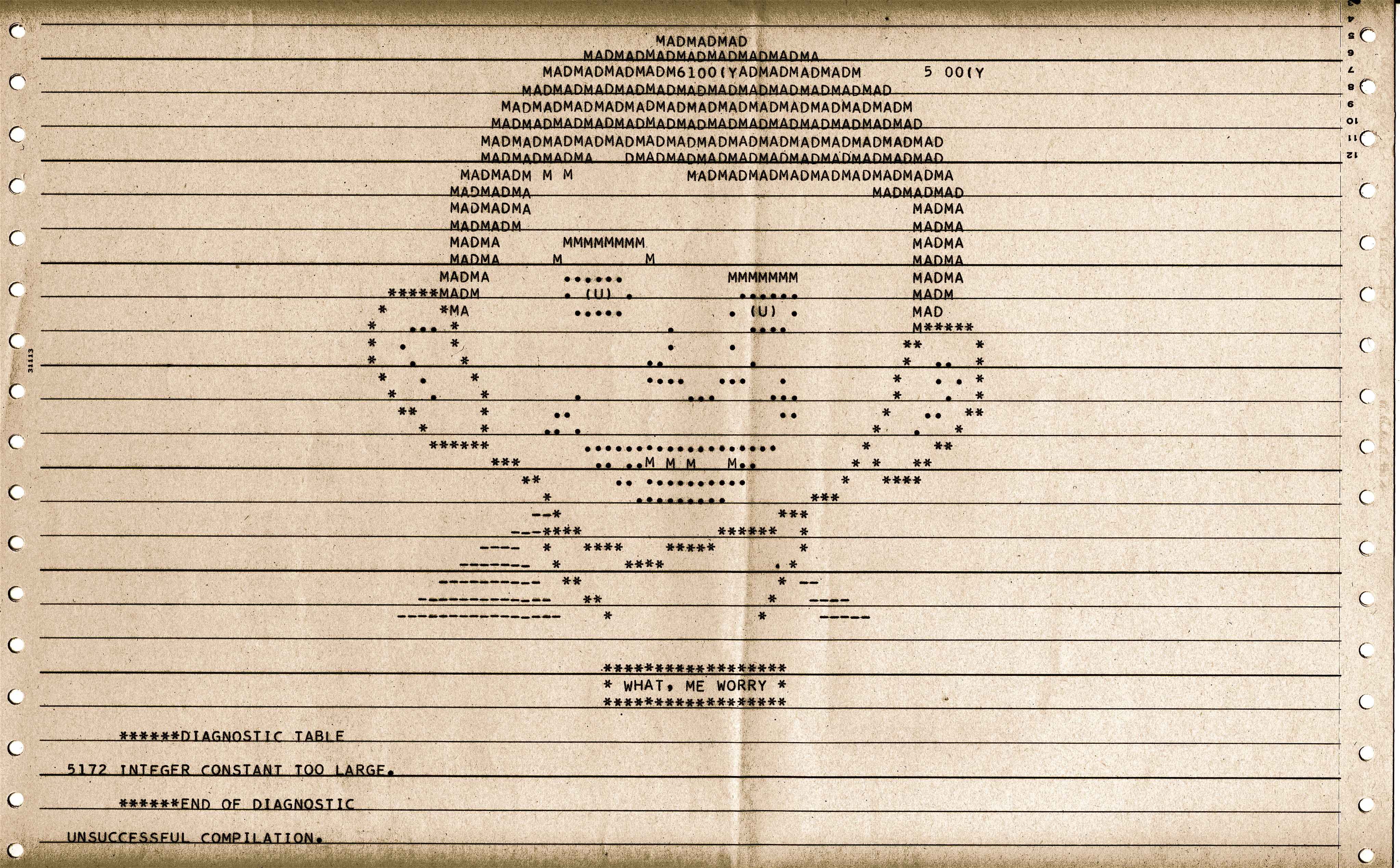
Imagem de Alfred E. Neuman com a frase "What Me Worry" impresso por uma impressora de impacto

Uma impressora de impacto é uma impressora que recorre principalmente a processos mecânicos para imprimir em papel. Pode ser de três tipos: matricial (ou de agulhas), margarida e Impressora de Linha. É uma das tecnologias mais antigas de impressão.

## Tipos de impressoras de impacto

### Impressora matricial

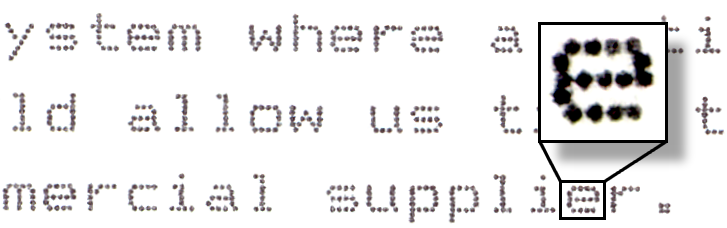
Imagem ampliada de um texto impresso em impressora matricial.

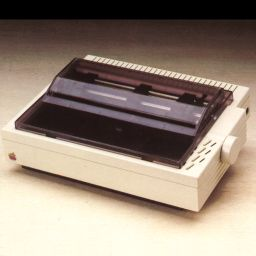
Exemplo de uma impressora matricial: Apple Scribe.

Uma impressora matricial (português brasileiro) ou impressora de agulhas (português europeu) é um tipo de impressora de impacto, cuja cabeça é composta por uma ou mais linhas verticais de agulhas, que ao colidirem com uma fita impregnada de tinta (semelhante a papel químico), imprimem um ponto por agulha. Assim, o deslocamento horizontal da cabeça impressora combinado com o acionamento de uma ou mais agulhas produz caracteres configurados como uma matriz de pontos. Diferente da impressora margarida o número de caracteres impressos não é limitado.
A definição (qualidade) da impressão depende, basicamente, do número de agulhas  na cabeça de impressão, da proximidade entre essas agulhas e da precisão do avanço do motor de acionamento da cabeça de impressão. As impressoras mais frequentemente encontradas têm  9, 18 ou 24 agulhas.
Embora já sejam consideradas antigas, ainda encontram uso em aplicações, tais como impressão de documentos fiscais, devido a possibilidade de imprimir usando papel carbono;
- Grandes volumes de impressão.  100%
- Utilizada para a impressão de documentos que necessitem de uma "segunda via", pela possibilidade de ser usada com papel carbono

- Alguns modelos suportam papel de formulário contínuo.

### Impressora margarida
As impressoras margarida é um tipo de impressora de impacto, cujos textos impressos são de grande qualidade (para a época). Eram muito utilizadas na década de 1980.
Este tipo de mecanismo era muito utilizado nas máquinas de escrever tradicionais, em que um disco com vários caracteres (a margarida) girava até posicionar o carácter pretendido em frente de um pequeno martelo. O martelo, ao atingir o carácter que se encontrava a sua frente, fazia-o embater na fita impregnada de tinta e em seguida no papel. O número de caracteres impressos reduziam-se ao número de caracteres existentes na margarida.